# Ho Ion Sang
Pour les articles homonymes, voir Sang (homonymie).
 (septembre 2017).
Ho Ion Sang (en chinois : 何潤生) est un homme politique macanais né le 2 septembre 1961 à Macao,.
Il est membre de l'Union promotrice pour le Progrès (UPP). Il est élu directement à l'Assemblée législative de Macao en 2009, 2013 et 2017.
Il est le père de la chanteuse Josie Ho (zh).

## Élections
| Année | Candidat          | Quota de Hare | Mandat  | Voix liste | Pour cent. liste |
| ----- | ----------------- | ------------- | ------- | ---------- | ---------------- |
| 2009  | Ho Ion Sang (UPP) | 14 044        | no 5/12 | 14 044     | 9,90 %           |
| 2013  | Ho Ion Sang (UPP) | 7 907         | no 3/14 | 15 815     | 10,80 %          |
| 2017  | Ho Ion Sang (UPP) | 12 333        | no 5/14 | 12 333     | 7,15 %           |